# Parafia św. Pawła Apostoła w Woodridge
Parafia św. Pawła Apostoła w Woodridge – parafia rzymskokatolicka, należąca do archidiecezji Brisbane.
Przy parafii funkcjonuje katolicka szkoła podstawowa św. Pawła Apostoła.